# Le Pêcheur dans le torrent
 (juillet 2025).
Pour plus de détails, voir Fiche technique et Distribution.
Le Pêcheur dans le torrent est un film français réalisé par Alice Guy en 1897.

## Synopsis
Un pêcheur est tranquillement installé sur un rocher au milieu de la cascade d'un torrent quand surgit un groupe de jeunes gens en maillot de bain. L'un d'entre eux, plus facétieux, pousse le malheureux pêcheur à l'eau. S'ensuit une bagarre pour le moins arrosée !

## Analyse
Une vue comique réalisée par Alice Guy pour la société L. Gaumont et compagnie fortement influencée par l'Arroseur arrosé de Louis Lumière

## Fiche technique
- Titre : Le Pêcheur dans le torrent
- Réalisation : Alice Guy
- Société de production : Société L. Gaumont et compagnie
- Pays d'origine :  France
- Genre : Vue cinématographique humoristique
- Durée : 30 secondes
- Dates de sortie : 1897
- Licence : Domaine public

## Autour du film
Tourné sur les mêmes lieux et le même jour que Baignade dans un torrent : on reconnaît aisément les baigneurs.